# Cada día mejor
Cada día mejor es el sexto álbum del grupo mexicano Los Caminantes, lanzado en 1985 por medio de Luna Records.

## Lista de canciones
| #  | Canción                    | Duración | Compositores         |
| -- | -------------------------- | -------- | -------------------- |
| 01 | "Que Te Hagan Sufrir"      | 2:55     | Brígido Ramírez      |
| 02 | "Robaste Mi Amor"          | 2:58     | Horacio Ramírez      |
| 03 | "El Carbonero"             | 3:36     | Senén Palacio        |
| 04 | "Volar, Volar"             | 2:56     | Agustín Ramírez      |
| 05 | "Pa' Qué Me Sirve La Vida" | 3:36     | Chucho Monge         |
| 06 | "Ven y Abrázame"           | 3:47     | Agustín Ramírez      |
| 07 | "Llegando A Ti"            | 2:50     | José Alfredo Jiménez |
| 08 | "Blanca Palomita"          | 2:38     |                      |
| 09 | "Mi Última Parranda"       | 3:45     | Alfredo Langotia     |
| 10 | "Ya Viene Amaneciendo"     | 2:58     |                      |

- Datos: Q4543299